# Lotyšský písňový a taneční festival

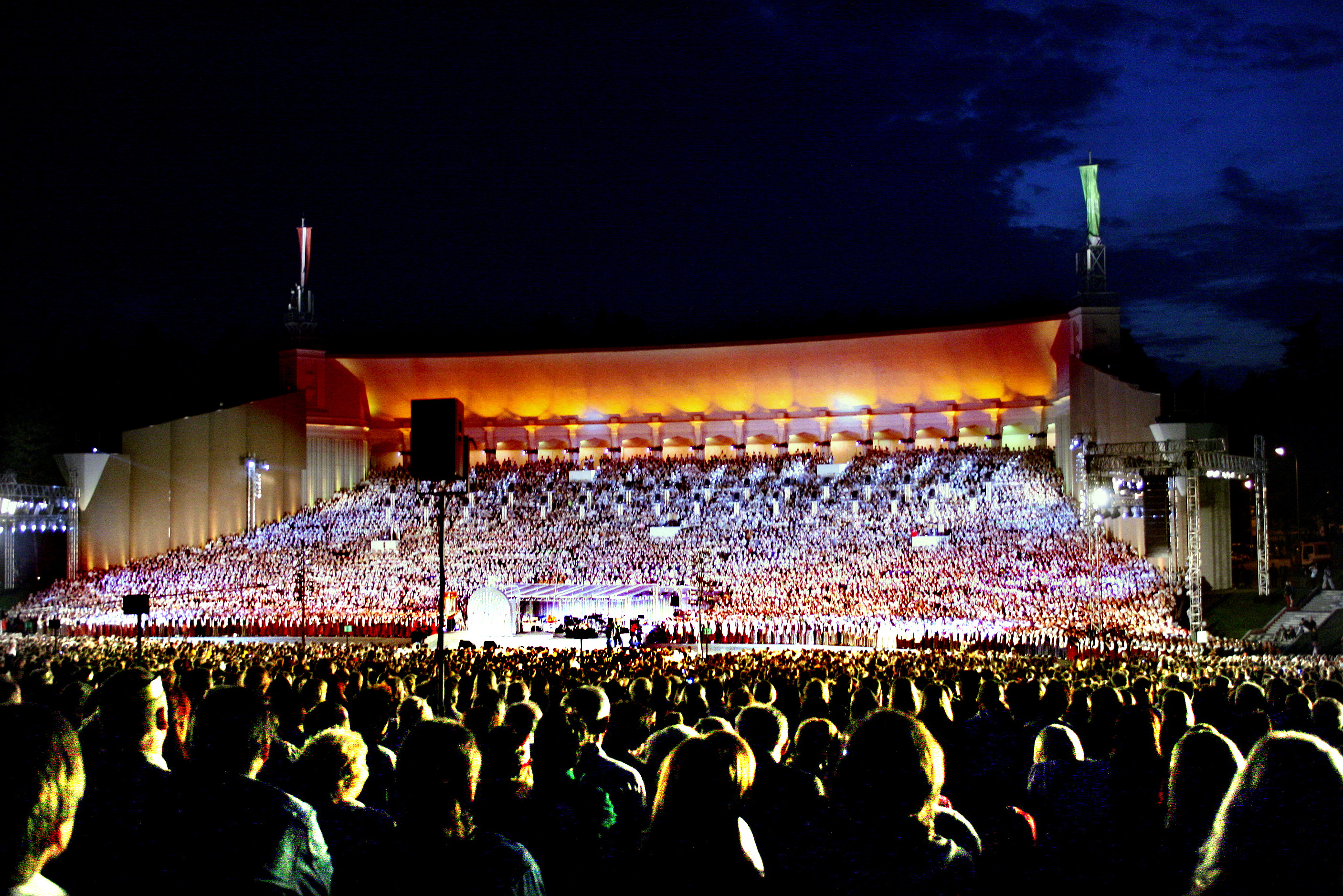
Festival roku 2008

Lotyšský písňový a taneční festival (lotyšsky: Vispārējie latviešu Dziesmu un Deju svētki) je festival sborového zpěvu a tance, který se koná v lotyšském hlavním městě Riga, obvykle každých pět let (dlouhodobá průměrná periodicita je 5,8 roku). Festival byl založen roku 1873, šlo tehdy o významný projev lotyšského národního obrození. Taneční část byla přidána roku 1948, jádrem ale zůstávají a cappella vystoupení amatérských pěveckých sborů, které řídí profesionální dirigenti, často zvučných jmen. Jen jeden ročník festivalu - 1895 - se konal mimo Rigu, v Jelgavě. V roce 2008 byl festival zapsán na seznam nehmotného světového kulturního dědictví UNESCO, v rámci položky Baltské pěvecké a taneční slavnosti (jeho protějškem jsou Estonský písňový festival založený roku 1869 a Litevský písňový festival, jež vznikl roku 1924). V rekordním ročníku 2018 se na pódiu vystřídalo 43 300 zpěváků. Prvního ročníku v roce 1873 se zúčastnilo 1003 zpěváků. Závěrečný koncert se tradičně koná v lesním amfiteátru Mežaparks u jezera Ķīšezer.